# Pink Palace
Le Pink Palace (en français : Palais rose), également connu sous le nom de Mrs. Marshall Field House et d'Inter-American Defense Board (Organisation interaméricaine de défense), est une demeure historique située dans le quartier de Meridian Hill à Washington D.C., la capitale fédérale des États-Unis d'Amérique. Il est inscrit au registre national des lieux historiques depuis 1991. George Oakley Totten Jr. a été l'architecte de la structure qui a été achevée en 1906. Des ajouts ont été apportés à la maison en 1912 et en 1988. Il sert de siège à l'Organisation interaméricaine de défense depuis 1945.